# Sayonara no Mae ni
Singles de AAA
Wake Up!
(2014) I'll be there
(2015)
Sayonara no Mae ni est le 41e single du groupe AAA sorti sous le label Avex Trax le 17 septembre 2014 au Japon. Il arrive 5e à l'Oricon. Il se vend à 25 018 exemplaires la première semaine et reste classé 11 semaines pour un total de 30 557 exemplaires vendus en tout durant cette période.
Sayonara no Mae ni et Next Stage se trouvent sur l'album Gold Symphony.

## Liste des titres
| 1. | Sayonara no Mae ni (さよならの前に)                |  |
| 2. | Next Stage                                         |  |
| 3. | Sayonara no Mae ni (Instrumental) (さよならの前に) |  |
| 4. | Next Stage (Instrumental)                          |  |

| 1. | Sayonara no Mae ni (Clip Vidéo) (さよならの前に) |  |
| 2. | Sayonara no Mae ni (Making Of) (さよならの前に)  |  |